# والاس دی‌ستلمیر
والاس دی‌ستلمیر (انگلیسی: Wallace Diestelmeyer; ۱۴ ژوئیهٔ ۱۹۲۶ – ۲۳ دسامبر ۱۹۹۹) اسکیت‌باز نمایشی اهل کانادا بود.